# Mesosemia egabella
Mesosemia egabella är en fjärilsart som beskrevs av Bates 1868. Mesosemia egabella ingår i släktet Mesosemia och familjen Riodinidae. Inga underarter finns listade i Catalogue of Life.